# Clorotossina
La Clorotossina o CTX è un peptide di 36 aminoacidi che si trova, insieme ad altre neurotossine, nel veleno dello scorpione giallo (Leiurus quinquestriatus), uno scorpione della famiglia Buthidae. Questa tossina blocca i canali ionici cloro-dipendenti, comportandosi come una neurotossina.  Questo fatto, insieme alla circostanza che la clorotossina supera la barriera emato-encefalica (BEE), e si lega alle cellule tumorali dei gliomi, ha fatto ritenere che la stessa possa essere utilmente impiegata nella cura delle stesse forme tumorali.
Il target molecolare su cui questa tossina agisce è la MMP-2 (Metallo Proteasi di Matrice di tipo 2), che di solito è sovra-espressa in molte forme tumorali, specie nei glioblastomi, facendo ritenere che questa sia prognostica dell'evoluzione della stessa forma tumorale.
Questo tipo di sperimentazione essendo su modelli in vitro, è in una fase molto preliminare della ricerca.
Secondo Gomes 2010: il possibile impiego terapeutico di questa tossina, insieme ad altre molecole, in sperimentazione clinica può permettere di trovare, in un prossimo futuro una nuova strategia terapeutica per lo sviluppo di farmaci antitumorali.

## Conclusioni sull'impiego terapeutico nell'uomo
Tuttavia, pur apparendo queste ricerche in prima istanza alquanto promettenti, le possibilità di impiego terapeutico sono ancora lontane nel tempo e comunque andranno confermate da adeguate ricerche, non ancora effettuate, sull'uomo.